# Magnojević Donji
Magnojević Donji (en serbe cyrillique : Магнојевић Доњи) est un village de Bosnie-Herzégovine. Il est situé sur le territoire de la ville de Bijeljina et dans la république serbe de Bosnie. Selon les premiers résultats du recensement bosnien de 2013, il compte 472 habitants.

## Géographie
Le village est situé à la limité entre la république serbe de Bosnie et le district de Brčko, sur les bords de la rivière Gnjica et au bord de la rivière Lukavac.

## Démographie

### Évolution historique de la population dans la localité
| 1948 | 1953 | 1961 | 1971 | 1981 | 1991 | 2013 |
| ---- | ---- | ---- | ---- | ---- | ---- | ---- |
| 568  | 592  | 607  | 635  | 643  | 613  | 472  |

|  |